# Central nuclear de Limerick

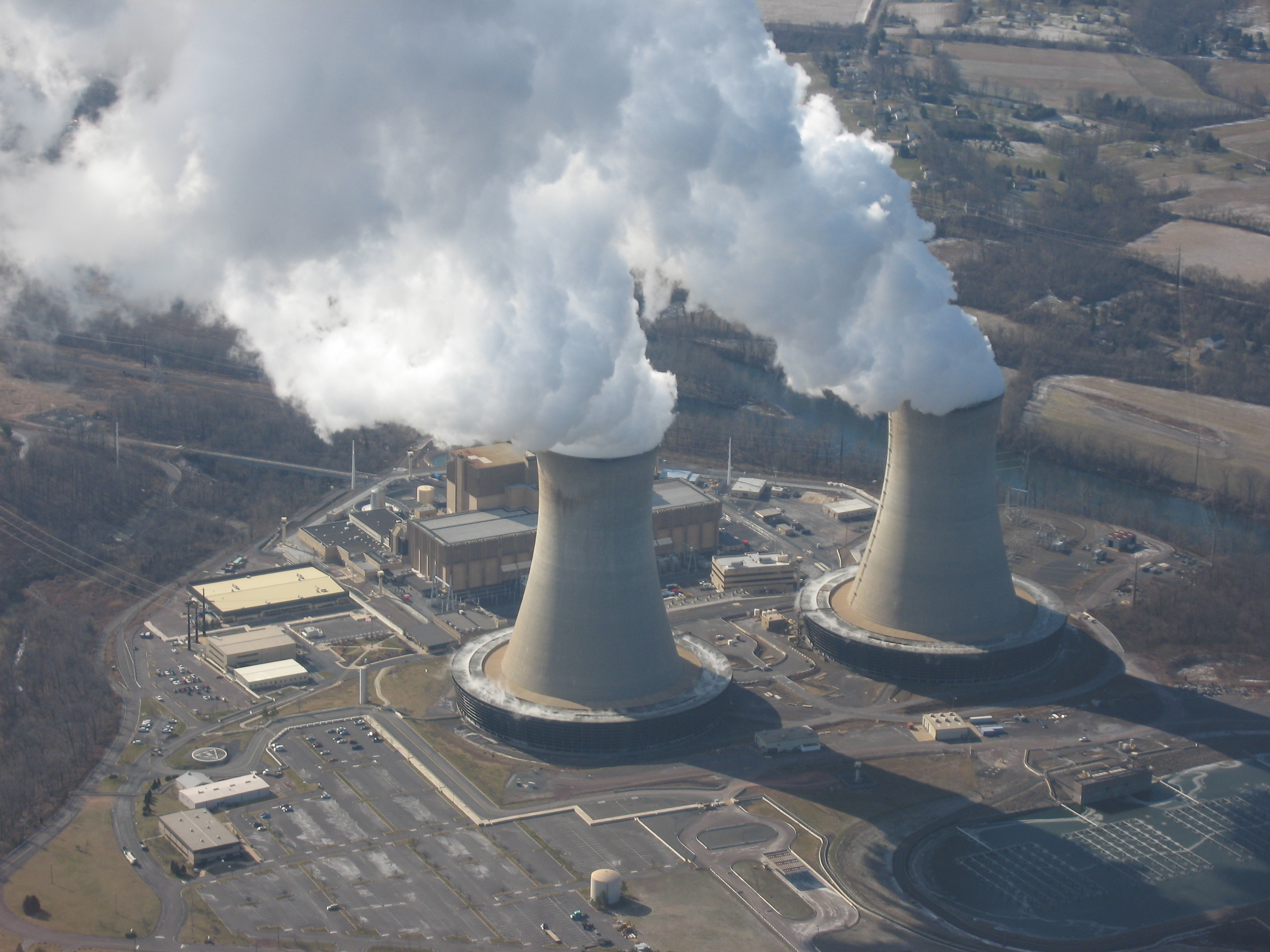
Vista desde el aire de la central nuclear de Limerick.

La central nuclear de Limerick en Pensilvania está situada cerca del río Schuylkill en el municipio de Limerick, Condado de Montgomery, Pensilvania al noroeste de Filadelfia. La instalación cuenta con dos reactores de agua en ebullición (BWR) de General Electric, refrigeradas por torres de refrigeración de tiro natural. La propiedad y el funcionamiento de las instalaciones corresponden a PECO (que ahora forma parte de Exelon Corporation, a la que también pertenece Commonwealth Edison). 
PECO también es la propietaria y la encargada del funcionamiento de la Peach Bottom Nuclear Generating Station situada en el río Susquehanna al sur de Harrisburg. Las torres son torres de refrigeración de tiro natural y flujo cruzado originalmente diseñadas y construidas por Marley Company de Mission, Kansas.